# Première Nation de Swan River
Pour les articles homonymes, voir Swan River.
La Première Nation de Swan River est une bande indienne de l'Alberta au Canada. Elle possède deux réserves dont la principale est Swan River 150E. Elle est basée à Kinuso, un hameau de Swan River 150E. En 2016, elle a une population inscrite totale de 1 320 membres. Elle fait partie du conseil tribal de Lesser Slave Lake Indian Regional Council et est signataire du Traité 8.

## Démographie
En avril 2016, la Première Nation de Swan River avait une population inscrite totale de 1 320 membres dont 68,2 % vivaient hors réserve. Selon le recensement de 2011, sur une population totale de 315 personnes, 96,8 % de la population connaît l'anglais, 17,5 % connaît une langue autochtone et personne ne connaît le français. 4,8 % de la population utilise une langue autochtone à la maison.

## Géographie
La Première Nation de Swan River possède deux réserves, toutes deux situées en Alberta, dont la plus populeuse et la plus grande en superficie est Swan River 150E,. La bande est basée à Kinuso, un hameau de Swan River 150E. La ville importante située le plus près de la bande est Edmonton.
| Nom                      | Superficie (ha) |
| ------------------------ | --------------- |
| Assineau River 150F (en) | 71,60           |
| Swan River 150E          | 4 271,10        |

## Gouvernement
La Première Nation de Swan River est gouvernée par un conseil de bande élu selon un système électoral selon la coutume basé sur la section 10 de la Loi sur les Indiens. Pour le mandat de 2013 à 2016, ce conseil est composé du chef Ryan Davis et de trois conseillers.